# Tuzier Żakomichow
Tuzier Aschadowicz Żakomichow (ros. Тузер Асхадович Жакомихов, ur. 1903, zm. 1977) – radziecki polityk.

## Życiorys
Od 1927 należał do WKP(b), był kandydatem nauk ekonomicznych, od 1969 doktorem nauk ekonomicznych, później profesorem. Od listopada 1938 do 1939 pełnił funkcję przewodniczącego Rady Komisarzy Ludowych Kabardyno-Bałkarskiej ASRR, później wykładał w Kabardyno-Bałkarskim Instytucie Pedagogicznym/Uniwersytecie, zajmował też stanowisko dyrektora Kabardyno-Bałkarskiego Instytutu Pedagogicznego. Miał tytuł Zasłużonego Działacza Nauk Kabardyno-Bałkarskiej ASRR.